# Gongylosciadium falcarioides
Gongylosciadium falcarioides là một loài thực vật có hoa trong họ Hoa tán. Loài này được (Bornm. & H.Wolff) Rech.f. mô tả khoa học đầu tiên năm 1987.